# شو لي
شو لي (بالصينية: 许莉) هي مصارعة الهواة صينية، ولدت في 17 ديسمبر 1989 في Dangshan County ‏ في الصين.

## وصلات خارجية
- شو لي على موقع قاعدة بيانات المصارعة الدولية (الإنجليزية)
- شو لي على موقع أوليمبيديا (الإنجليزية)
- شو لي على موقع اللجنة الأولمبية الصينية (الإنجليزية)